# Liste der Flugplätze in Palau
Hinweis: „Flugplatz“ ist die Oberkategorie von „Flughafen“: Jeder „Flughafen“ ist ein „Flugplatz“, aber nicht jeder „Flugplatz“ ist ein „Flughafen“. Zu den Flugplätzen zählen beispielsweise auch Hubschrauberlandeplätze, Segelfluggelände oder Militärflugplätze.

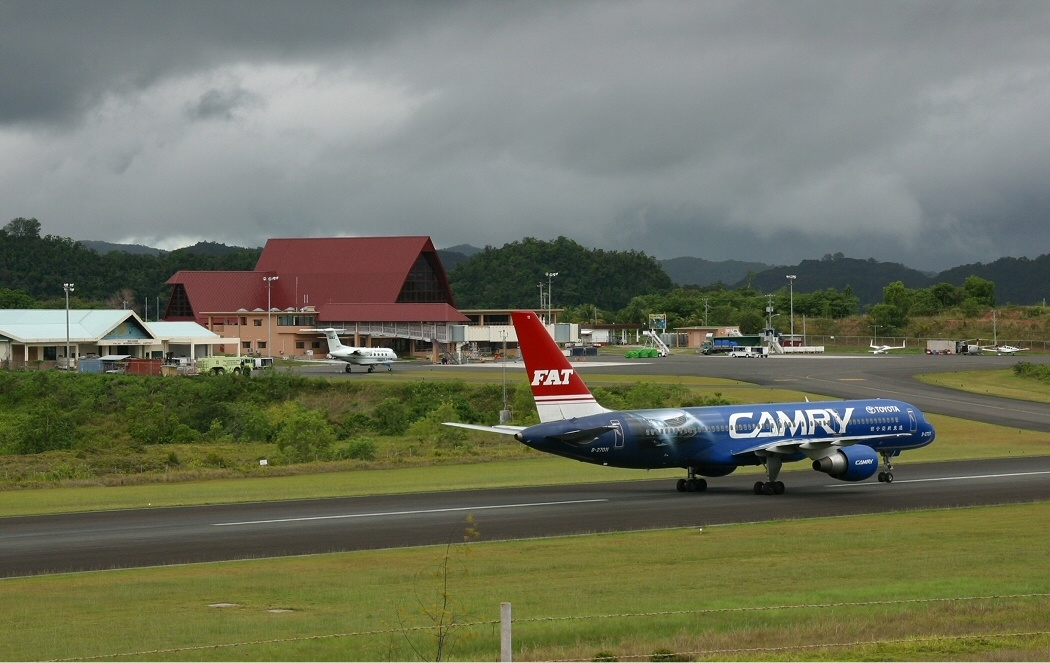
Palau International Airport

Dies ist eine Liste aller Flugplätze in Palau.
| Bundes-Staat | IATA-Code | ICAO-Code | FAA-LID | Name des Flugplatzes          | Koordinaten                  |
| ------------ | --------- | --------- | ------- | ----------------------------- | ---------------------------- |
| Airai        | ROR       | PTRO      | ROR     | Flughafen Palau International | 7° 22′ 2″ N, 134° 32′ 39″ O  |
| Angaur       | –         | –         | ANG     | Flugplatz Angaur              | 6° 54′ 23″ N, 134° 8′ 42″ O  |
| Peleliu      | –         | –         | C23     | Flugplatz Peleliu             | 6° 59′ 54″ N, 134° 13′ 58″ O |

- Karte mit allen Koordinaten:
- OSM |
- WikiMap